# Nishio
Nishio (西尾市?, Nishio-shi) è una città giapponese della prefettura di Aichi. In precedenza aveva lo status di cittadina. Il 1º aprile del 2011, è stato soppresso il distretto di Hazu, ed i comuni che ne facevano parte, Hazu, Isshiki e Kira, sono stati inglobati nella municipalità di Nishio che ha così acquisito lo status di città.
Nel febbraio del 2011, i comuni che in aprile avrebbero composto la nuova municipalità avevano una popolazione stimata in 165 433 abitanti distribuiti in un territorio di 160,34 km², per una densità di 1031,76 ab./km².